# Léopold Demers
Pour l’article homonyme, voir Demers.
Léopold Demers (né le 14 août 1912- décédé le 21 novembre 1990) fut un conseiller en agronome et homme politique fédéral du Québec.

## Biographie
Né à Québec, M. Demers devient député du Parti libéral du Canada dans la circonscription fédérale Laval—Deux-Montagnes lors d'une élection partielle déclenchée à la suite de la démission du député Liguori Lacombe en 1949. Réélu dans Laval en 1949, 1953 et en 1957, il est défait en 1958 par le progressiste-conservateur Rodrigue Bourdages.